# Большие Ломы (Нижегородская область)
Большие Ломы — деревня в Шахунском районе Нижегородской области. Входит в состав Хмелевицкого сельсовета.

## История
До революции деревня входила в состав Ветлужского уезда Костромской губернии.

## Население
| 1999 | 2002 | 2010 |
| ---- | ---- | ---- |
| 0    | →0   | →0   |

## Известные уроженцы
- Серова, Анна Васильевна — святая Русской православной церкви.